# Johann Friedrich Borchmann (Pädagoge)

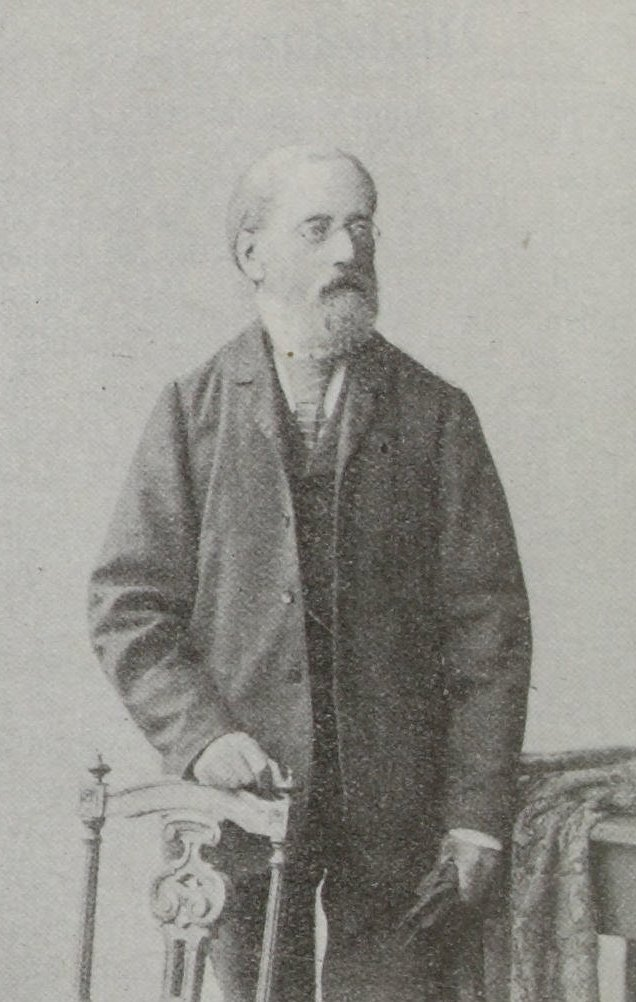
Johann Friedrich Borchmann

Johann Friedrich Borchmann (* 8. Mai 1827 in Glückstadt; † 10. November 1908 in Hamburg) war ein deutscher Lehrer und Botaniker. 

## Leben
Borchmann war der zweite Sohn des Unteroffiziers Ferdinand Borchmann. Er besuchte das Gymnasium in Glückstadt und das Lehrerseminar in Bad Segeberg. Von 1848 bis 1850 nahm er als Soldat an der Schleswig-Holsteinischen Erhebung teil, bevor er 1850 Hauslehrer wurde. Von 1866 bis zu seiner Pensionierung 1891 arbeitete Borchmann als Lehrer in Witzhave. Im Selbststudium bildete er sich zu einem bedeutenden Botaniker fort. 1856 veröffentlichte er ein Taschenbuch zum Bestimmen der einheimischen Pflanzen unter dem Titel Holsteinische Flora, das äußerst populär wurde.
Borchmann war verheiratet und hatte 13 Kinder. Er wurde auf dem Ohlsdorfer Friedhof begraben.

## Veröffentlichungen
- Holsteinische Flora: ein Taschenbuch zum Bestimmen der einheimischen Phanerogamen. Schröder, Kiel 1856.